# Jayasthiti Malla
Jayasthitimalla (sau Jayasthiti Malla) a fost un rege al Nepalului din secolul al XIV-lea aparținând dinastiei Malla. Este cunoscut ca cel mai bun succesor al întregii dinastii Malla. Era de origine Tirhut și s-a căsătorit cu nepoata lui Devaladevi, care era la acea vreme regină regentă în Valea Nepalului. A domnit între 1382 și 1395.
Perioada timpurie a dinastiei Malla, o perioadă de comerț continuu și în care s-au reintrodus monedele nepaleze, a înregistrat o creștere constantă a orașelor mici care au devenit Yein Kathmandu, Yala Patan și Khowpa Bhadgaon. Pretendenții regali din Yala și Khowpa s-au luptat cu principalii lor rivali, lorzii Bhota: Banepa în est, bazându-se pe populațiile orașelor lor ca baze de putere. Cetățenii din Khowpa o considerau pe Devaladevi drept regină legitimă și independentă. Logodna din 1354 a nepoatei sale cu Jayasthiti Malla, un bărbat cu o naștere obscură, dar aparent de înaltă clasă, a condus în cele din urmă la reunificarea teritoriilor și la diminuarea conflictelor dintre orașe.
Până în 1370, Jayasthiti Malla a controlat Yala, iar în 1374 forțele sale i-au învins pe cei din Bhota și din Yangleshö Pharping. A preluat apoi controlul deplin asupra țării din 1382 până în 1395, domnind în Khowpa ca soț al reginei și în Yala cu titluri regale complete. Autoritatea sa nu a fost absolută, deoarece lorzii din Bhota au reușit să se prezinte drept regi în fața ambasadorilor împăratului chinez din dinastia Ming care călătoreau în Nepal în această perioadă. Cu toate acestea, Jayasthiti Malla a unit întreaga vale și împrejurimile sale sub conducerea sa unică, o realizare încă amintită cu mândrie de nepalezi, în special de populația Newars. Prima codificare cuprinzătoare a dreptului în Nepal, bazată pe dharma din manualele religioase antice, este atribuită lui Jayasthitimalla. Această compunere legendară de tradiții a fost văzută ca sursa reformelor legale în secolele al XIX-lea și al XX-lea. Este, de asemenea, primul rege care a început educația comercială în Nepal.